# Evgueni Khaldeï
Evgueni Khaldeï (en russe : Евгений Ананьевич Халдей), né le 23 mars 1917 à Donetsk et mort le 6 octobre 1997 à Moscou, est un photographe soviétique de l'agence Tass, correspondant de guerre dans l’Armée rouge. Il est connu pour sa photographie d’un soldat russe plaçant le drapeau rouge de l’Union soviétique sur le Reichstag à Berlin le 2 mai 1945. Cette photographie est devenue un symbole de la chute du Troisième Reich.

## Biographie
Evgueni (en français Eugène, en anglais Yevgeny) Ananievitch Khaldeï est né, en 1917, dans une famille juive de Donetsk, en Ukraine. Depuis l’enfance, il a pour obsession la photographie.
À dix-neuf ans, il commence à travailler avec l’agence de presse soviétique Tass. Khaldeï est réputé pour ses photographies de la Seconde Guerre mondiale et du Procès de Nuremberg. Khaldeï travaille avec Tass jusqu’en 1948, où du fait de la campagne contre le "cosmopolitisme" (antisémitisme à peine déguisé), il est purement et simplement "viré". Il travaille alors pour un modeste journal syndical, où il lui était interdit de photographier des musiciens juifs. Il expliquera ainsi, que comme beaucoup l'étaient, il prit beaucoup de photos de Rachmaninov et puis Khatchatourian. En 1959, avec le Dégel, il est cependant embauché par la Pravda et continue de photographier les réalisations du régime et les personnalités soviétiques. Mais en 1972, il est à nouveau licencié du fait de l'antisémitisme du rédacteur en chef. Il survit alors grâce à des amis, notamment le romancier Simonov (il travaille pour une revue d'art) et organise des expositions de ses photos.
La renommée internationale de Khaldeï date de la dislocation de l'Union soviétique en 1991.
Il est ainsi invité en 1995 au Festival Visa pour l'image à Perpignan (exposition : De Moscou à Berlin).
Il meurt en 1997 dans un hôpital et est enterré au cimetière de Kountsevo.

## Travaux

### Photo du drapeau rouge sur le Reichstag

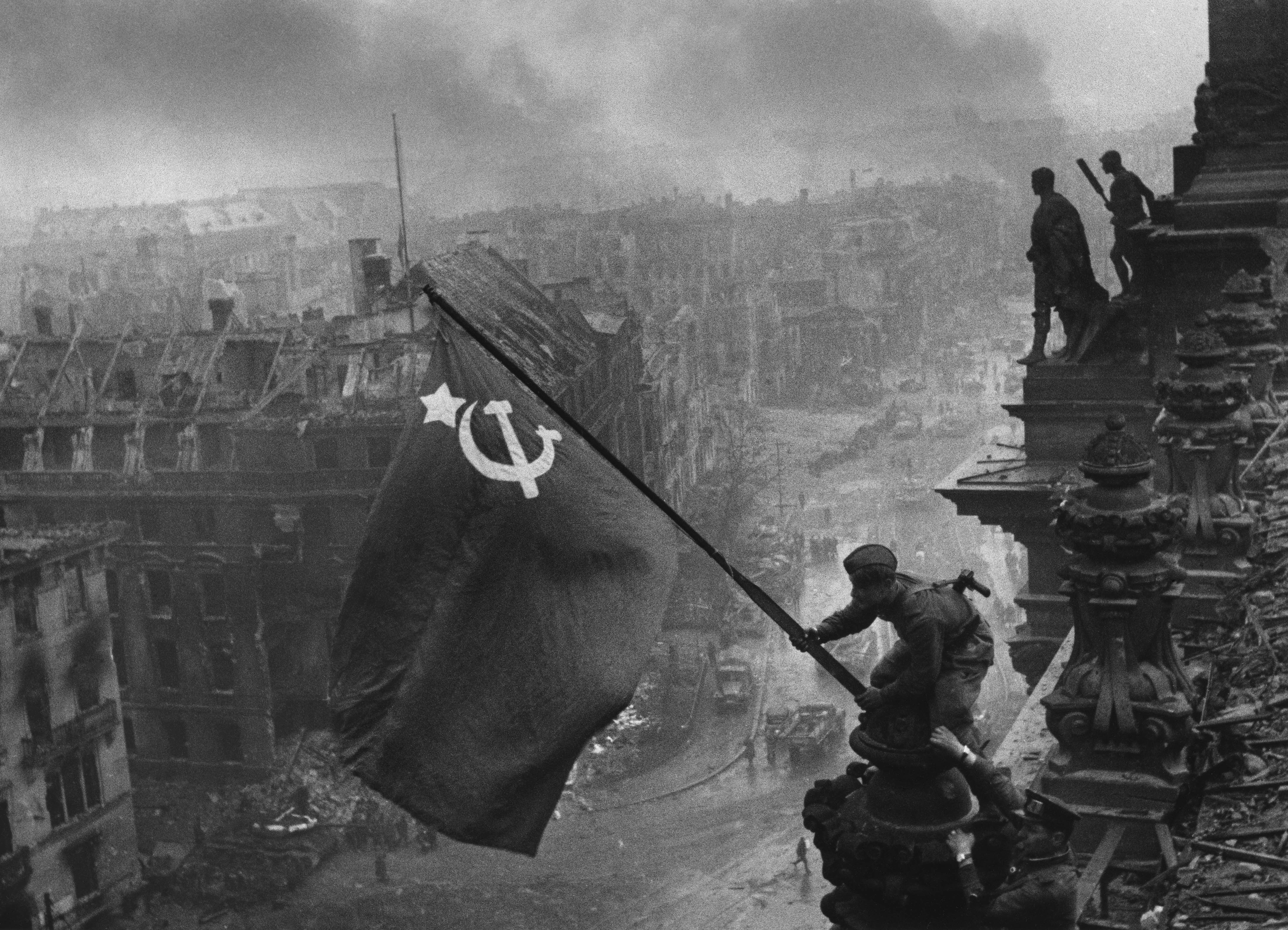
Photographie du Drapeau rouge sur le Reichstag avant retouche.

La plus célèbre photographie de Khaldeï est celle d'un soldat russe accrochant le drapeau soviétique sur le toit du Reichstag, lors de la chute de Berlin, à la fin de la Seconde Guerre mondiale. La photo représente un moment historique, la défaite de l'Allemagne nazie et sa capitale prise par l'Armée rouge après quatre années de pertes effroyables pour les Soviétiques. Le mois précédent, en avril, Evgueni Khaldeï, qui a alors 28 ans, découvre la photographie de l'américain Joe Rosenthal représentant les Marines plantant la bannière étoilée sur Iwo Jima. Le photographe soviétique convainc alors sa hiérarchie de réaliser une photo similaire. Alors que Berlin est sur le point d'être pris par les troupes soviétiques, il fait fabriquer à Moscou d'immenses drapeaux rouges dans des nappes et part en avion pour Berlin.
La photographie qui fera le tour du monde est une reconstitution. En effet Mikhaïl Minine, un jeune soldat de 23 ans est monté sur le toit du parlement allemand et a accroché un drapeau sur l'une des statues, Germania, le 30 avril 1945, à 22 h40. Mais du fait de l'obscurité, aucune photo ne put être prise. Le jour suivant, le drapeau fut enlevé par des soldats allemands qui résistèrent encore quelques jours dans la zone du Reichstag. Finalement, le 2 mai 1945, Khaldeï escalada le bâtiment dans le quartier désormais pacifié pour prendre la photo avec deux soldats accrochant le drapeau à un pinacle. Pour la propagande officielle, il s'agit du Géorgien Meliton Kantaria (pour plaire à Staline qui était lui-même géorgien) et des Russes Mikhaïl Yegorov et Alekseï Berets. En fait, ce sont les soldats eux-mêmes qui ont pris la décision et il s'agissait d'Alexis Kovalev, de Leon Gorychev de Minsk et d'Abdulhakim Ismailov du Dagestan. Kovalev s'est reconnu officiellement sur la photo lors des cérémonies du 50e anniversaire de la victoire.
Rentré à Moscou le soir même, il donne son travail à l'agence Tass. N'ayant pas remarqué qu'un des soldats portait deux montres il dut effacer ce détail au montage, cela pouvant symboliser le pillage de Berlin par les troupes soviétiques. Les versions suivantes de la photo subirent encore d'autres modifications avec un rajout de fumée dans le ciel et un autre drapeau pour donner un aspect plus dramatique.
Ce n'est qu'après la chute du mur de Berlin qu'Evgueni Khaldeï put montrer le cliché non retouché qu'il avait conservé.
Cette photographie, comme l'ensemble de l'œuvre de Khaldeï, est protégée par le droit d'auteur.

### Conférence de Potsdam
Khaldeï est l'auteur de la photo la plus connue de Staline, Churchill et Truman lors de la conférence de Potsdam. Il a expliqué que sur cette photo, la posture très altière est tout à fait fortuite. Il n'avait ainsi que les autres photographes que 3 minutes pour réaliser la photo et Staline était penché dans ses papiers et aucun photographe n'osait l'interpeller. Alors que les photographes allaient partir, Molotov questionna Staline qui se redressa en pivotant et Khaldeï prit la photo.

### Autres
Il fut l'un des reporters soviétiques accrédité au procès de Nuremberg. Il prit ainsi pendant le procès une photographie de Hermann Göring qu'aucun des reporters présents n'avait réussi à obtenir. En effet, il avait pris la place du secrétaire d'un des juges russes à qui il avait demandé de traîner pendant l'heure du déjeuner. Par ailleurs, il avait aussi photographié Göring pendant son déjeuner. Ce dernier, sans doute énervé de s'être vu pris en photo en train de manger dans une gamelle en fer, avait caché sa tête dans ses mains quand on avait pris Khaldeï en photo devant les accusés. Khaldeï avait avoué avoir ressenti une certaine joie en voyant qu'il avait réussi à énerver ce dirigeant nazi imperturbable pendant le procès.

## Expositions
- 9 mai - 28 juillet 2008 : Jewgeni Chaldej. Der bedeutende Augenblick. Eine Retrospektive, Martin-Gropius-Bau, Berlin[6].